# Garry Flitcroft
Garry William Flitcroft (* 6. November 1972 in Bolton) ist ein ehemaliger englischer Fußballspieler und aktueller -trainer. Als zentraler und körperlich robuster Mittelfeldspieler war er zunächst bis Mitte der 1990er-Jahre für Manchester City und danach für die Blackburn Rovers tätig. Sein gut ein Jahr jüngerer Bruder David ist ebenfalls ein Ex-Profifußballer, der später ins Trainerfach wechselte.

## Sportlicher Werdegang

### Manchester City (1991–1996)
Flitcroft schloss sich im Alter von zwölf Jahren der Jugendabteilung von Manchester City an. Gut zwei Jahre später war er ab Juli 1989 „Trainee“, bevor er im Sommer 1991 in die Profiabteilung befördert wurde. In seiner ersten Saison 1991/92 berücksichtige ihn Cheftrainer Peter Reid noch nicht und um etwas Spielpraxis zu sammeln, verbrachte Flitcroft kurze Zeit beim Drittligisten FC Bury. Dort debütierte er am 7. März 1992 gegen Chester City und bei seinen zwölf Einsätzen im Mittelfeld und Abwehrzentrum wusste er durchaus zu überzeugen, wenngleich der Abstieg in die Viertklassigkeit nicht verhindert werden konnte. Als 1992 die Premier League in ihre erste Saison ging, eroberte sich Flitcroft sukzessive einen Stammplatz. Schon in jungen Jahren war er in der Lage, sich physisch zu behaupten und gelegentlich übernahm er zur Mitte der 1990er-Jahre das Kapitänsamt bei den „Citziens“. In der Saison 1995/96 blieb er zwar etwas ungewohnt ohne eigenen Ligatreffer, aber Ende März 1996 wechselte er für die Ablösesumme von 3,2 Millionen Pfund zum noch amtierenden Meister Blackburn Rovers.

### Blackburn Rovers (1996–2006)
Flitcrofts Einstand verlief unglücklich mit einer roten Karte gegen den FC Everton (0:3), aber in den beiden folgenden Spielen meldete er mit guten Leistungen Ansprüche für einen Platz in dem hochkarätig besetzten Mittelfeld an. Die Leistungskurve der Rovers zeigte nach dem Meisterschaftserfolg 1995 deutlich nach unten, aber Flitcroft profitierte in der Zeit unter dem Interimstrainer Tony Parkes davon, dass von der Mannschaft primär kämpferische Qualitäten gefordert wurden. Trotz weiterer Verletzungsprobleme wurde er somit zur „ersten Wahl“. Besondere Aufmerksamkeit erregte sein Ausgleichstreffer in letzter Minute beim FC Arsenal, der ein entscheidender Schritt auf dem Weg zum Klassenerhalt war (und dazu die Arsenals Titelhoffnungen beendete). Gemeinsam mit Billy McKinlay in der Mittelfeldzentrale verhalf er dann dem Verein 1998 wieder zu einem Achtungserfolg, als der sechste Ligaplatz die Qualifikation für den UEFA-Pokalwettbewerb einbrachte. Diese Positiventwicklung endete im Oktober 1998, kurz nachdem er zwei Tore zu einem 3:0-Sieg gegen West Ham United beigesteuert hatte. Flitcroft musste sich am Knie operieren lassen. Der Heilungsprozess verlief langsamer als erwartet und die Saison war für ihn vorzeitig beendet. In diesem Jahr stieg Blackburn als Tabellenvorletzter in die zweite Liga ab. Mitte August 1999 kehrte er zurück, aber nach bereits zwei Spielen musste er erneut operiert werden, wodurch eine weitere Pause bis Februar 2000 notwendig wurde. In der Saison 2000/01 war Flitcroft wieder Schlüsselspieler als „Sechser“ vor der Abwehr der Rovers und als Kapitän führte er die nun von Graeme Souness betreute Mannschaft zum Wiederaufstieg in die Premier League.
Zurück in der englischen Eliteklasse sicherte Flitcroft mit Blackburn in der Saison 2001/02 mit dem zehnten Platz komfortabel die Klasse. Dazu gewannen die Rovers den Ligapokal, wobei Flitcroft jedoch aufgrund einer roten Karte für das siegreiche Endspiel gesperrt war. In den beiden folgenden Jahren blieb er weiter eine feste Konstante im Mittelfeld und obwohl er in technischer Hinsicht als „limitiert“ galt, war er besonders in Spielen gegen physisch starke Mittelfeldreihen wertvoll. Als sich Blackburn im April 2004 erneut in akuter Abstiegsgefahr befand, stellte Souness seine Leistung beim 4:3-Auswärtssieg gegen den FC Fulham positiv heraus. In der Saison 2004/05 mehrten sich die Verletzungssorgen wieder und er kam nur noch in knapp der Hälfte der Partien zum Einsatz. Das Ende seiner Zeit in Blackburn war nun offensichtlich und er absolvierte nur noch zwei Ligapartien für den Klub im August 2005. Im Januar 2006 wechselte er zu dem Zweitligisten Sheffield United. Dort fand er jedoch nicht nachhaltig in die Mannschaft, was zugleich an dem aufstrebenden Michael Tonge und an eigenen Blessuren lag. Im Juli 2006 beendete Flitcroft seine aktive Karriere.

### Traineraktivitäten
Ab 2009 übernahm Flitcroft Cheftrainertätigkeiten außerhalb der Profifußballs. Dabei betreute er zunächst bis 2010 Leigh Genesis, bevor er längerfristig bis 2015 für den FC Chorley aktiv war.

## Titel/Auszeichnungen
- Englischer Ligapokal (1): 2002 (ohne Finaleinsatz)